# 芒特里
芒特里（法語：Mantry，法語發音：[mɑ̃tʁi]）是法国汝拉省的一个市镇，位于该省西部偏北，属于隆斯勒索涅区。

## 地理
芒特里（46°47'47"N, 5°33'33"E）面积10.83 平方千米，位于法国勃艮第-弗朗什-孔泰大區汝拉省，该省份为法国东部内陆省份，北起上索恩省，西北接科多尔省，西临索恩-卢瓦尔省，南至安省，东与杜省和瑞士接壤。
与芒特里接壤的市镇（或旧市镇、城区）包括：塞利耶尔、勒卡诺、圣拉曼、图卢兹堡、韦尔苏塞利耶尔、阿尔莱、栋布朗。

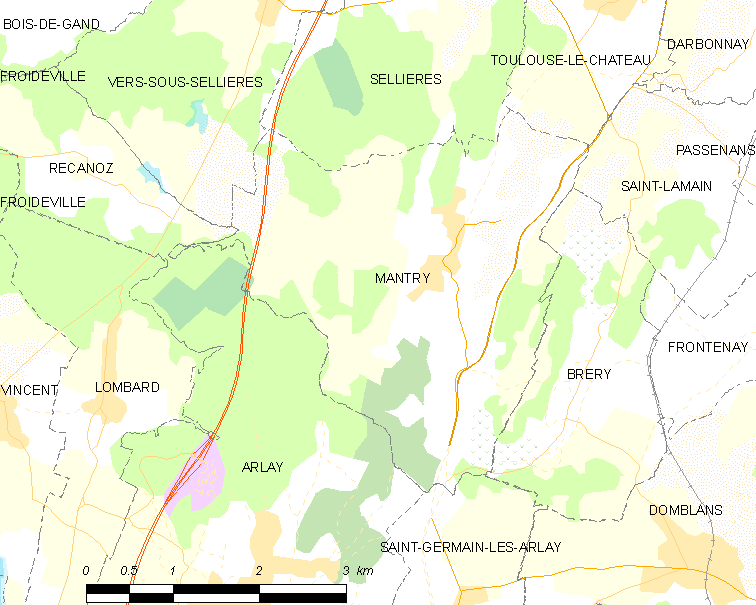
芒特里的OSM定位图

芒特里的时区为UTC+01:00、UTC+02:00（夏令时）。

## 行政
芒特里的邮政编码为39230，INSEE市镇编码为39310。

## 政治
芒特里所属的省级选区为布莱特朗县。

## 人口

1962-2008年间芒特里人口变化图示

芒特里于2022年1月1日时的人口数量为472人。